# Carrión de los Céspedes
Carrión de los Céspedes er en by og kommune i det sydlige Spanien i provinsen Sevilla. Den har et indbyggertal på 2.617 (2024) indbyggere.